# 六分儀座16
六分儀座16，又名BD-20 5055，HD 167263、SAO 186544、HR 6823，是六分儀座的一颗恒星，视星等为5.95，位于銀經10.76，銀緯-1.58，其B1900.0坐标为赤經18h 9m 15.9s，赤緯-20° -1.58′ 4″。